# Muirchú
El buque de guerra público Muirchú (en irlandés: [ˈmˠɪɾʲxuː]) fue un barco al servicio del Servicio Costero y Marítimo del Estado Libre de Irlanda (CMS). Era el antiguo buque de la Marina Real Británica HMY Helga y participó en el bombardeo de Liberty Hall en Dublín desde el río Liffey con su par de cañones navales de 12 libras durante el Alzamiento de Pascua de 1916.
El Helga fue comprada por el Estado Libre de Irlanda en 1923 y rebautizada como Muirchú  ("Sabueso del mar" en español).
Se hundió frente a la costa de Wexford después de ser desechada en 1947. La rueda fue recuperada del naufragio por buzos locales y ahora se puede ver en el pub Kehoes en Kilmore Quay.
El prefijo LÉ se utiliza a veces por error con Muirchú. El prefijo se introdujo en diciembre de 1946 cuando se creó el Servicio Naval Irlandés con la compra de tres corbetas de la Marina Real Británica en sustitución de Muirchú.

## Hundimiento
El Muirchú fue vendido a la compañía desguzadora Hammond Lane Foundry por el gobierno irlandés y, mientras se dirigía a Dublín el 8 de mayo de 1947, se hundió frente a las Islas Saltee, aunque no antes de que su tripulación fuera evacuada sana y salva.